# Hawker Hind
L'Hawker Hind era un bombardiere leggero biplano prodotto dall'azienda britannica Hawker Aircraft negli anni trenta. Derivato dal precedente Hawker Hart venne utilizzato principalmente dalla Royal Air Force e dalle forze aeree di Iran, Nuova Zelanda e Sudafrica.
La struttura era composta da acciaio e duralluminio ricoperta di tela; le differenze con il precedente Hart erano il nuovo motore Rolls Royce Kestrel V e l'abbassamento con taglio a "V" dei fianchi laterali della postazione posteriore del mitragliere (modifica sviluppata per le ultime versioni dell'Hart). Il prototipo (K2915) fu costruito rapidamente grazie al lavoro di svipulppo della Hawker su altri progetti ed effettuò il primo volo il 12 settembre 1934. Il primo esemplare di produzione (K4636) volò il 4 settembre 1935 con ulteriori migliorie all'impianto di scarico, al motore e un'elica in metallo.

## Impiego operativo
L'Hind entrò in servizio nel novembre del 1935 ed equipaggiò in totale 20 squadroni della RAF. Un certo numero di macchine fu destinata al mercato estero e venduta ad Afghanistan, Irlanda, Lettonia, Iran, Portogallo, Sudafrica, Svizzera e Jugoslavia.
Alla fine degli anni trenta gli Hind vennero sostituiti dai monoplani pari ruolo Fairey Battle e Bristol Blenheim e furono destinati alle scuole di volo come aerei da addestramento, anche se allo scoppio della II guerra mondiale alcuni Hind erano ancora in servizio presso il 613 Squadron RAF, prima di essere rimpiazzati dagli Hawker Hector nel novembre 1939.
L'Hind ebbe una nuova carriera nella RAF a partire dal 1938 e durante tutto il conflitto mondiale come aereo da addestramento di livello superiore dopo la pratica di base sui De Havilland DH.82 Tiger Moth. Anche le aviazioni di Canada e Nuova Zelanda lo utilizzarono a questo scopo.
Nel 1941 gli Hind esportati effettuarono delle missioni di combattimento nel loro ruolo originale di bombardiere leggero. Gli Hind sudafricani furono impiegati contro le forze italiane in Kenya, gli jugoslavi lo utilizzarono contro i tedeschi e gli italiani, mentre quelli iraniani furono addirittura impiegati contro le stesse forze inglesi quando un contingente anglo-sovietico attaccò il paese.

## Esemplari superstiti
Esiste un Hind in condizioni di volo presso la Shuttleworth Collection. Altri esemplari sono in mostra presso il museo della RAF di Hendon e al Canada Aviation Museum. Alcuni aerei appartenuti alla Royal New Zealand Air Force sono stati restaurati dalla Subritzky family / The Classic Aircraft Collection a Dairy Flat nei pressi di Auckland. Un Hind della RNZAF è esposto al Museum of Transport and Technology MoTaT di Western Springs, Auckland, in Nuova Zelanda. Altri superstiti sono stati localizzati di recente in Afghanistan.

## Versioni
Hind I

## Utilizzatori
Afghanistan
- Afghan Air Force

acquistò 28 esemplari nel 1938, l'ultimo dei quali venne ritirato nel 1957.
 Canada
- Royal Canadian Air Force

 Iran
- Niru-ye Havayi-ye Shahanshahiy-e Iran

 Irlanda
- Aer Chór na hÉireann

 Jugoslavia
- Jugoslovensko kraljevsko ratno vazduhoplovstvo i pomorska avijacija

 Lettonia
- Latvijas Gaisa Spēki

 Nuova Zelanda
- Royal New Zealand Air Force

acquisì 78 velivoli di cui 63 entrati in servizio, principalmente come addestratori tra il 1940 ed il 1943. Gli altri 15 sono stati persi durante il trasferimento in azioni di combattimento.
 Portogallo
- Arma da Aeronáutica Militar

 Regno Unito
- Royal Air Force

 Sudafrica
- Suid-Afrikaanse Lugmag

 Svizzera
- Forze aeree svizzere